# Melvina
Melvina és una població dels Estats Units a l'estat de Wisconsin. Segons el cens del 2000 tenia 93 habitants.

## Demografia
Segons el cens del 2000, Melvina tenia 93 habitants, 38 habitatges, i 25 famílies. La densitat de població era de 74,8 habitants per km².
Dels 38 habitatges en un 31,6% hi vivien nens de menys de 18 anys, en un 47,4% hi vivien parelles casades, en un 10,5% dones solteres, i en un 34,2% no eren unitats familiars. En el 31,6% dels habitatges hi vivien persones soles el 10,5% de les quals corresponia a persones de 65 anys o més que vivien soles. El nombre mitjà de persones vivint en cada habitatge era de 2,45 i el nombre mitjà de persones que vivien en cada família era de 3,12.
Per edats la població es repartia de la següent manera: un 33,3% tenia menys de 18 anys, un 5,4% entre 18 i 24, un 30,1% entre 25 i 44, un 18,3% de 45 a 60 i un 12,9% 65 anys o més.
L'edat mediana era de 35 anys. Per cada 100 dones de 18 o més anys hi havia 87,9 homes.
La renda mediana per habitatge era de 21.250 $ i la renda mediana per família de 28.750 $. Els homes tenien una renda mediana de 21.563 $ mentre que les dones 18.281 $. La renda per capita de la població era d'11.791 $. Aproximadament el 12,5% de les famílies i el 17,5% de la població estaven per davall del llindar de pobresa.

## Poblacions més properes
El següent diagrama mostra les poblacions més properes.